# E. Phillips Oppenheim

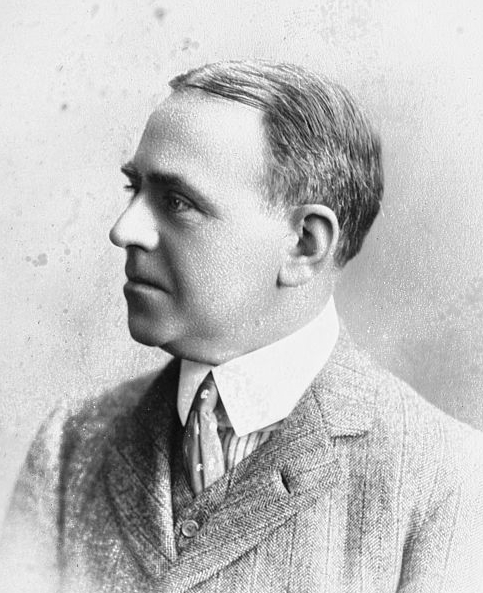
E. Phillips Oppenheim

Edward Phillips Oppenheim (Londen, 22 oktober 1866 - Saint Peter Port, Guernsey, 3 februari 1946) was een Engels prozaschrijver wiens werk, met name tijdens zijn leven, een grote populariteit kende. Hij was een veelschrijver en vervaardigde meer dan 100 romans en talloze korte verhalen. Veel van zijn werken werden bewerkt voor film.
Oppenheim was een zoon van een handelaar in lederwaren. Hij werkte ook in zijn vaders bedrijf, maar voelde zich meer aangetrokken tot het schrijverschap. Al in zijn schooltijd werkte hij mee aan verschillende regionale bladen. Op 21-jarige leeftijd debuteerde hij succesvol met zijn eerste roman, Expiation (1887). Vele boeken zouden in hoog tempo volgen, soms verschenen er meerdere per jaar. Zijn thema's waren divers, variërend van spionage- en detectiveverhalen tot komische en romantische werken. Zijn bestverkochte boek was The Great Impersonation (1920), dat driemaal werd verfilmd, in 1921, 1935 en 1942. Het ook in Nederland veel verkochte boek The Amazing Quest of Mr. Ernest Bliss werd tweemaal verfilmd, als stomme film in 1920 en opnieuw in 1936 met Cary Grant in de hoofdrol. Het boek verscheen in het Nederlands onder de titel 'Rijk en geen geld'.
Oppenheim, die ook gebruikmaakte van het pseudoniem Anthony Partridge, liet de personages in zijn veelal zeer avontuurlijke verhalen optreden in een wereldse, vaak luxueuze of exotische omgeving. Hij wordt wel genoemd als de grondlegger van het spionagethriller-genre in de literatuur. Hij afficheerde zichzelf als de 'prins der vertellers'.
Oppenheim bereisde Engeland en het vasteland van Europa. In 1892 bezocht hij de Verenigde Staten, waar hij zijn toekomstige vrouw ontmoette, Elsie Clara Hopkins. Met haar kreeg hij een dochter, Josephine. Zij woonden in Evington, bij Leicester en verhuisden in 1905 naar het landelijke Sheringham in Norfolk. Tijdens de Eerste Wereldoorlog werkte hij voor het ministerie van informatie. Zijn riante inkomen uit de verkoop van zijn boeken stelde hem in staat een villa te kopen in Zuid-Frankrijk, evenals een zeiljacht. Hij kocht eveneens een huis op het Kanaaleiland Guernsey. Tijdens de Tweede Wereldoorlog had hij hier vanwege de oorlogssituatie geen toegang toe. Hij herkreeg het huis in Saint Peter Port na de oorlog en overleed er in 1946.